# 张卓元
张卓元（1933年7月—），男，广东梅县（今梅州市）人，中国经济学家，中国经济学界“稳健改革派”的代表人物之一。

## 生平
张卓元于1950年考入中山大学经济系。1953年7月，因全国院系调整，中山大学经济学系被调整至中南财经学院，张卓元进入中南财经学院学习并于1954年毕业。2006年当选为中国社会科学院学部委员。